# Pine Ridge (comté de Collier, Floride)
Pour les articles homonymes, voir Pine Ridge.
Pine Ridge est une census-designated place du comté de Collier, dans l'État de Floride, aux États-Unis,. En 2020, elle compte une population de 1 717 habitants.